# Subaru Tecnica International
Subaru Tecnica International K.K. (STi, jap. スバルテクニカインターナショナル株式会社, Subaru Tekunika Intānashonaru kabushiki kaisha) wurde am 2. April 1988 von Fuji Heavy Industries in Mitaka gegründet. Fuji stattete seine neuste Tochter mit einem Startkapital von 50 Mio. Yen aus, welches noch im selben Jahr am 2. November um weitere 150 Mio. Yen auf Gesamt 200 Mio. Yen aufgestockt wurde.
STI hat drei Aufgaben:
- Motorsportaktivitäten von Subaru zu planen
- Entwicklung und Herstellung von Tuningteilen für den Verkauf
- Ausrichten von Lehrgängen für Automechaniker

Bekannt wurde STi vor allem durch seine Aktivitäten bei der Rallye-Weltmeisterschaft (WRC). Zuerst mit dem Subaru RX Turbo in der Gruppe A, später dann in der Gruppe N mit dem Subaru Legacy und dem Subaru Impreza.
Des Weiteren werden seit 1994 für Subaru die WRX-STi-Varianten sowie eine sehr unüberschaubare Anzahl von Sonderversionen hergestellt.